# Lieutenant (chanteur)
Pour les articles homonymes, voir Lieutenant.
Lieutenant, de son vrai nom Frédéric Pam, né le 6 septembre 1977 à Fort-de-France (Martinique), est un chanteur de reggae/dancehall français.

## Biographie
Lieutenant est né à Fort-de-France. Il connaît la rue et entend bien dénoncer la situation des habitants et particulièrement celle de leurs jeunes pour qui il estime que l'on ne fait pas suffisamment. C'est un ghetto youth, cela veut dire "jeune du ghetto". Son déclic, il le doit à Général Tchô, Daddy Lee, Kingston et au WarLord Bounty Killer. Dès l'âge de 15 ans, il écrit son premier lyric.
En 1996, il forme son groupe avec Saël, les Reggae Soldiers. Ensemble, ils se font connaître, d'abord dans les Sound System, puis Lieutenant affûtera ses lyrics toujours aux côtés de Saël, mais cette fois-ci au Trinity Sound Studio, sous la houlette de Levy et Freedom.
En 1999, il posait sur l'album de Spart Mc, avec le son Opération coup de poing. Et par la suite, une multitude de sons explosifs comme Hypocrite dead, Soundboy dead, A pa jé, Back full, 9mm, Man pa papaw, Bun fassy, Gigik, Bullet et Ça va faire mal.
En 2009 avec Saël, Pleen Pyroman, Valley et Sergent, il fonde le groupe ArtMada.
En 2020, Lieutenant sort sa mixtape Tchune dèyè tchune qui regroupe des sons de l'artiste entre 2000 et 2020. Le 15 septembre 2020, il sort son nouvel album Milito.

## Discographie

### Titres
- 1999 : Opération coup de poing (feat. Spart MC)
- 2001 : Back Full (Saël & Friends)
- 2001 : A Pa Jé (Saël & Friends)
- 2006 : 9 mm (feat. Byronn)
- 2009 : Gigik (Don’s Collector III)
- 2010 : Gladiator (feat. Admiral T & Young Chang Mc) (Instinct Admiral)[4]
- 2010 : Pran pié (feat. Kalash)
- 2013 : Ghetto Youth
- 2014 : Asi Sèl Fos Kô'w
- 2014 : Ou Sé Ki Moun (feat. DJ Gil)
- 2016 : Ennemi[5]

### Mixtapes
- 2020 - Tchune dèyè tchune

## Liens connexes
- Site officiel
- Ressources relatives à la musique :   - MusicBrainz
  - Songkick
- Notices d'autorité :   - VIAF
  - BnF (données)